# Список дипломатических миссий Камеруна
Список дипломатических миссий Камеруна — в настоящее время дипломатические представительства Камеруна находятся в 28 государствах. Особенно тесные отношения эта страна поддерживает с Францией, США и КНР.
Список дипломатических миссий Камеруна (не включает почётные консульства):

## Европа
- Бельгия
  - Брюссель (посольство)
- Франция
  - Париж (посольство)
  - Марсель (генеральное консульство)
- Германия
  - Берлин (посольство)
  - Дюссельдорф (генеральное консульство)
- Италия
  - Рим (посольство)
- Нидерланды
  - Гаага (посольство)
- Россия
  - Москва (посольство)
- Испания
  - Мадрид (посольство)
- Швейцария
  - Берн (посольство)
- Великобритания
  - Лондон (выоский комиссариат)

## Америка
- Канада
  - Оттава (высокий комиссариат)
  - Монреаль (генеральное консульство)
- США
  - Вашингтон (посольство)
- Бразилия
  - Бразилиа (посольство)

## Ближний Восток
- Израиль
  - Тель-Авив (посольство)
- Саудовская Аравия
  - Эр-Рияд (посольство)
  - Джидда (генеральный консулат)

## Африка
- Алжир
  - Алжир (посольство)
- Центральноафриканская республика
  - Банги (посольство)
- Республика Конго
  - Браззавиль (посольство)
- Демократическая Республика Конго
  - Киншаса (посольство)
- Кот д'Ивуар
  - Абиджан (посольство)
- Египет
  - Каир (посольство)
- Эфиопия
  - Аддис-Абеба (посольство)
- Экваториальная Гвинея
  - Малабо (посольство)
- Габон
  - Либревиль (посольство)
- Нигерия
  - Лагос (высокий комиссариат)
  - Калабар (генеральное консульство)
- Сенегал
  - Дакар (посольство)
- ЮАР
  - Претория (посольство)

## Азия
- КНР
  - Пекин (посольство)
  - Гонконг (консульство)
- Япония
  - Токио (посольство)

## Международные организации
- - Рим (постоянная миссия при ФАО)
- - Нью-Йорк (представительство при ООН)
  - Женева (представительство при ООН и других международных организациях)
- - Париж (постоянная миссия при ЮНЕСКО)